# Jungle Fight 49
Jungle Fight 49 foi um evento de MMA, ocorrido dia 22 de fevereiro de 2013 no Ginásio da AABB da Lagoa Rio de Janeiro, Rio de Janeiro.
Além da disputa do cinturão até 70kg, o Jungle Fight 49 ainda teve mais seis lutas, com a participação de três atletas do Jungle Comunidade, torneio voltado apenas para atletas de comunidades carentes. O manauara Alexandre Capitão retornarou à Arena Jungle contra o potiguar Talison Soares Costa que vinha de cinco vitórias consecutivas e fez sua estreia no evento. Murilo Filho e Allan Nuguete substituiram Tiago Trator e Fabio Queiroz que se lesionaram e estão fora desta edição.
Junior Abedi, do Relma Team, e Marcos Vinícius Cabecinha, ambos oriundos do Jungle Comunidade, se enfrentarão pelos moscas. Outro lutador vindo do Jungle Comunidade, Rodolfo "Buda" duelou com Ederson Lion, que tenta se recuperar da derrota de sua última apresentação. Salomão Ribeiro, do Team Nogueira, vem de vitória sobre o argentino Mariano Ricardo Hinojal para enfrentar o estreante Fábio Cesar Marongiu. O combate que abriu o espetáculo foi entre o já veterano da organização Ary Santos e outro estreante no Jungle, Guilherme Sawaya.
O canal Combate transmitiu o Jungle Fight 49 ao vivo a partir das 20h45 (horário de Brasília) para todo o Brasil. A ESPN Deportes transmitiu o evento para os Estados Unidos.

## Suporte Grand Prix Peso Leve (Categoria até 70 Kg)
|  | Quartas de final | Quartas de final        | Quartas de final |              |                  | Semifinais          | Semifinais      | Semifinais |  |  | Final | Final               | Final    | Final | Final |
|  |                  |                         |                  |              |                  |                     |                 |            |  |  |       |                     |          |       |       |
|  | 4-0              | Sean 'Cubby' Peters     | TKO              |              |                  |                     |                 |            |  |  |       |                     |          |       |       |
|  | 2-2              | Bazan Rojas             | 1ºR 1:16         |              |                  |                     |                 |            |  |  |       |                     |          |       |       |
|  | 2-2              | Bazan Rojas             | 1ºR 1:16         |              | 5-0              | Sean 'Cubby' Peters | Dec(Div)        |            |  |  |       |                     |          |       |       |
|  |                  |                         |                  |              | 5-0              | Sean 'Cubby' Peters | Dec(Div)        |            |  |  |       |                     |          |       |       |
|  |                  | 8-4                     | Dimitry Zebrosky | 3ºR 5:00     |                  |                     |                 |            |  |  |       |                     |          |       |       |
|  | 8-3              | 8-4                     | Dimitry Zebrosky | 3ºR 5:00     | Dimitry Zebroski | TKO                 |                 |            |  |  |       |                     |          |       |       |
|  | 8-3              |                         |                  |              | Dimitry Zebroski | TKO                 |                 |            |  |  |       |                     |          |       |       |
|  | 0-1              | Agustin Acuna           | 1ºR 1:05         |              |                  |                     |                 |            |  |  |       |                     |          |       |       |
|  |                  |                         |                  |              |                  |                     |                 |            |  |  | 5-1   | Sean 'Cubby' Peters | Dec(una) |       |       |
|  |                  |                         | 6-2              | Lúcio Curado | 3ºR 5:00         |                     |                 |            |  |  |       |                     |          |       |       |
|  | 4-2              | Lúcio Curado            | Dec(Div)         |              |                  |                     |                 |            |  |  |       |                     |          |       |       |
|  | 2-2              | Gabriel Moraes          | 3ºR 5:00         |              |                  |                     |                 |            |  |  |       |                     |          |       |       |
|  | 2-2              | Gabriel Moraes          | 3ºR 5:00         |              | 5-2              | Lúcio Curado        | Sub (mata-leão) |            |  |  |       |                     |          |       |       |
|  |                  |                         |                  |              | 5-2              | Lúcio Curado        | Sub (mata-leão) |            |  |  |       |                     |          |       |       |
|  |                  | 3-3                     | Ary Santos       | 1ºR 4:37     |                  |                     |                 |            |  |  |       |                     |          |       |       |
|  | 3-2              | 3-3                     | Ary Santos       | 1ºR 4:37     | Ary Santos       | TKO                 |                 |            |  |  |       |                     |          |       |       |
|  | 3-2              |                         |                  |              | Ary Santos       | TKO                 |                 |            |  |  |       |                     |          |       |       |
|  | 5-2              | Robert ‘’Pato’’ Fonseca | 1ºR 1:03         |              |                  |                     |                 |            |  |  |       |                     |          |       |       |

| Campeão do Grand Prix dos Leves (Categoria até 70 Kg) |
| ----------------------------------------------------- |
| Lúcio Curado Campeão dos Leves (1º título)            |